# Kerst met de zandtovenaar
Kerst met de zandtovenaar is een evenement dat jaarlijks rond kerst wordt gehouden, steeds op een andere locatie. Hierin verbeeldt zandkunstenaar Gert van der Vijver het kerstverhaal aan de hand van zandschilderijen. Hierbij wordt hij ondersteund door diverse zangers die toepasselijke nummers erbij zingen. Het programma wordt door KRO-NCRV en RKK uitgezonden op NPO Zapp.

## Edities
| Editie | Plaats                   | Datum uitvoering | Datum uitzending | Verteller             |
| ------ | ------------------------ | ---------------- | ---------------- | --------------------- |
| 2012   | Markt, Gouda             | 16 december      | 25 december      | Charly Luske          |
| 2013   | Waagplein, Alkmaar       | 15 december      | 22 december      | Yvon Jaspers          |
| 2014   | Markt, Roermond          | 11 december      | 24 december      | Klaas van Kruistum    |
| 2015   | Marktplein, Apeldoorn    | 17 december      | 24 december      | Eric Corton           |
| 2016   | Agoraplein, Lelystad     | 15 december      | 24 december      | Gijs Staverman        |
| 2017   | De Deel, Emmeloord       | 14 december      | 23 december      | Frits Spits           |
| 2018   | Kerkplein, Meppel        | 13 december      | 22 december      | Klaas van Kruistum    |
| 2019   | Vischmarkt, Harderwijk   | 11 december      | 21 december      | Edson da Graça        |
| 2020   | Kasteel de Haar, Utrecht |                  | 19 december      | Edson da Graça        |
| 2021   | Crackstate, Heerenveen   | 12 december      | 18 december      | Sosha Duysker         |
| 2022   | Leidsebuurt, Amsterdam   | 11 december      | 17 december      | Kim-Lian van der Meij |